# Neptunovi naravni sateliti
Neptun ima 14 znanih naravnih satelitov. Največji med njimi je Triton, ki ga je odkril William Lassell samo 17 dni po odkritju Neptuna. Do odkritja naslednjega Neptunovega naravnega satelita, Nereide, je minilo več kot 100 let. Preden je do Neptuna prispela sonda Voyager 2, so odkrili še samo luno Lariso v letu 1981. S pomočjo posnetkov, ki jih je poslala sonda Voyager, so odkrili še lune Najado, Talaso, Despino in Proteusa. Lune Halimeda, Sao, Laomedeja in Neso so odkrili v letu 2002 v okviru istega programa. Zadnja luna je bila odkrita leta 2013.

## Nenavadne tirnice
Satelit Triton kroži okoli Neptuna po tirnici v retrogradni smeri.
Luni Psamata in Neso imata doslej največji znani tirnici v Osončju. Njuna obhodna doba je 25 let. Njuna tirnica je celo 125 krat bolj oddaljena kot je oddaljena Luna od Zemlje.

## Izvor Neptunovih satelitov
Verjetno Neptunovi notranji sateliti niso nastali istočasno kot Neptun. Triton je ujeto telo, ki je imelo tirnico z veliko izsrednostjo. Po zajetju je Triton močno vplival na tirnice originalnih naravnih satelitov, ki so zaradi pogostih trkov razpadli na množico manjših delcev. Ti delci so bili pozneje osnova za kreiranje novih satelitov, ki jih vidimo danes.
 
Simulacije so tudi pokazale, da bi lahko luna Halimeda nekoč v davni preteklosti trčila v luno Nereido. Obe luni imata namreč podobno sivo barvo.

## Pregled Neptunovih naravnih satelitov
Progradni sateliti niso obarvani (retrogradni sateliti so obarvani).
| Zap.št. | Oznaka | Ime       | Začasno ime | Velika polos (km) | Izsrednost | Naklon tirnice (°) | Obhodna doba (dni) | Premer (km)           | Masa (kg)  | Leto odkritja |
| ------- | ------ | --------- | ----------- | ----------------- | ---------- | ------------------ | ------------------ | --------------------- | ---------- | ------------- |
| 1       | I      | Triton    |             | 354.759           | 0,0000     | 156,834            | 5,877              | 2707                  | 2,147×1022 | 1846          |
| 2       | II     | Nereida   |             | 5.513.800         | 0,7507     | 7,232              | 360,14             | 340                   | 3,1×1019   | 1949          |
| 3       | III    | Najada    | S/1989 N 6  | 48.224            | 0,0047     | 4,746              | 0,294              | 96 × 60 × 52          | 1,9×1017   | 1989          |
| 4       | IV     | Talasa    | S/1989 N 5  | 50.074            | 0,0018     | 0,209              | 0,311              | 104 × 100 × 52        | 3,5×1017   | 1989          |
| 5       | V      | Despina   | S/1989 N 3  | 52.526            | 0,0004     | 0,064              | 0,335              | 150 (180 × 148 × 128) | 2,1×1018   | 1989          |
| 6       | VI     | Galateja  | S/1989 N 4  | 61.953            | 0,0001     | 0,062              | 0,429              | 175 (204 × 184 × 144) | 2,1×1018   | 1989          |
| 7       | VII    | Larisa    | S/1989 N 2  | 73.548            | 0,0012     | 0,205              | 0,555              | 195 (216 × 204 × 168) | 4,9×1018   | 1981          |
| 8       | VIII   | Proteus   | S/1989 N 1  | 117.646           | 0,0005     | 0,026              | 1,122              | 440 × 416 × 404       | 5,0×1019   | 1989          |
| 9       | IX     | Halimeda  | S/2002 N 1  | 16.681.000        | 0,2909     | 134,101            | 1879,71            | 48                    | 9,0×1016   | 2002          |
| 10      | X      | Psamata   | S/2003 N 1  | 46.705.000        | 0,4617     | 137,39             | 9115,9             | 28                    | 1,5×1016   | 2003          |
| 11      | XI     | Sao       | S/2002 N 2  | 22.619.000        | 0,2827     | 48,511             | 2914,0             | 44                    | 6,7×1017   | 2002          |
| 12      | XII    | Laomedeja | S/2002 N 3  | 23.613.000        | 0,4339     | 34,741             | 3167,85            | 42                    | 5,8×1016   | 2002          |
| 13      | XIII   | Neso      | S/2002 N 4  | 50.258.000        | 0,4243     | 132,585            | 9374               | 60                    | 1,7×1017   | 2002          |
| 14      | XIV    | Hipokamp  | S/2004 N 1  | 105.283           | 0,0005     | 0,064              | 0,950              | 34,8 ± 4,0            | 3×1016     | 2013          |